# Ureaplasma urealyticum

## Semnificație clinică
Ureaplasma este o mycoplasmă, face parte din familia Mycoplasmataceae, clasa Mollicutes. Aceasta a fost numită in trecut "T Mycoplasma" sau "T960", T-ul venind de la "tiny" și făcând referire la dimensiunea sa minusculă. Oportuniste si ubicuitare, Mycoplasmele sunt cele mai mici microorganisme care pot trai liber in natura. Cele 14 serovaruri Ureaplasma Urealyticum au fost separate în anul 2002 în 2 biovaruri distincte : Ureaplasma urealyticum (serovarurile 2, 4, 5, 7, 8, 9, 10, 11, 12, 13) și Ureaplasma parvum (serovarurile 1, 3, 6, 14). Identificarea acestora nu este posibilă (și nici necesară in diagnostic) decât prin tehnici ce folosesc reacția de polimerizare în lanț (sau PCR).
Ureaplasma urealyticum și Mycoplasma hominis fac parte din  flora genitală normală și sunt considerate nonpatogenice. Intre 60% si 80% din populația sexual activă prezintă la nivelul mucoaselor genitale aceste bacterii. Totuși, în anumite condiții de scădere a imunității, supraîncărcare emoțională, malnutriție, medicamente imunosupresoare, anticoncepționale, hiperestrogenie, comportament sexual exacerbat, manevre mecanice, aceste mycoplasme devin patogene provocând infecții urinare, uretrita nespecifică (non-gonococică și non-chlamydiană), boala inflamatorie pelvină.  Condițiile si mediul care acestea provoacă patogenitatea sunt înca in studiu, precum și rolul acestora în infertilitate, naștere prematură, pneumonie neo-natala. Exista studii  care dovedesc ca Ureaplasma spp si Mycoplasma spp, in asociere cu alti patogeni,  sunt  cea mai frecventa cauza a corioamniotitei si sunt asociate cu naștere prematură spontană prin ruptura membranelor fetale.
Mycoplasmele  nu sunt considerate ITS, chiar dacă se pot transmite prin contact sexual. Ele sunt prezente ca și germeni comensali, condiționat-patogeni, la nivelul mucoaselor genitale iar infectia se poate manifesta în lipsa oricărui contact sexual.
Mycoplasma si Ureaplasma colonizează tractul genital al nou-născuților în timpul nașterii acestora. Intre 45 si 66 % dintre copii nascuti la termen si 58% dintre cei nascuti prematur sunt colonizati cu aceste mycoplasme. Aceasta colonizare tranzitorie dispare in câteva luni până la câțiva ani. Odată cu pubertatea apare din nou colonizarea cu acești germeni. Desi, de cele mai multe ori, aceste mycoplasme se gasesc impreuna in secretiile vaginale, colonizarea tractului genital cu Ureaplasma este de trei ori mai frecventă decât cea cu Mycoplasma hominis și este mai frecventă la femei. Mediul preferat de acestea este cel vaginal dar se gaseste adesea și la bărbați in lichidul seminal. Prezența acestora este dificil de interpretat, aceasta reflectând probabil titrul colonizării. Un titru de anticorpi specifici în ser  > 10*4 crește puterea patogenă a acestora.

## Tratament
Macrolidele, quinolonele și tetraciclinele  pot fi folosite in terapia infecțiilor cu Ureaplasma urealyticum. Durata tratamentului în infecțiile genito-urinare cu mycoplasme este de 7, 14, 21 de zile, in funcție de titrul colonizării.